# 노무라 겐지로
노무라 겐지로(일본어: 野村 謙二郎, のむら けんじろう, 1966년 9월 19일~)는 일본의 야구 선수, 지도자, 야구 해설가, 평론가이다. 2010년부터 2014년까지 히로시마 도요 카프의 감독을 역임했다. 
별명은 노무켄(ノムケン).

## 생애
오이타현 사이키시 출신으로 고마자와 대학 시절인 1988년 서울 올림픽 일본 국가대표팀 선수로 발탁되어 유격수와 1번 타자로서 출전해 팀의 은메달 획득에 기여했다. 이후 1988년 프로 야구 드래프트 회의에서 히로시마 도요 카프로부터 1순위로 지명을 받아 입단해 입단 당시 스위치 히터로서의 주로 대주자와 외야수로서 활약을 하는 등 88경기에 출장, 21개의 도루를 기록했다. 프로 2년차부터 유격수로서의 경기에 선발 출전하며 33개의 도루를 기록하는 등 프로 데뷔 후 첫 타이틀인 도루왕을 석권했다. 1991년은 3번 타자로서 활약, 시즌 132경기를 모두 출전하는 등 31개의 최다 도루를 기록해 2년 연속 도루왕 타이틀을 획득했다. 안타 부문에서는 170개의 시즌 최다 안타를 기록하면서 양대 리그의 안타 개수 1위와 타율도 리그 4위인 3할 2푼 4리를 기록하여 베스트 나인에 선정되었다. 같은 해 팀은 센트럴 리그 우승을 제패하면서 우승에 기여하는 역할을 하는 등 팀내 주축 선수로서 성장을 했다.
1995년에는 사상 6번째가 되는 트리플 쓰리(타율 3할 1푼 5리, 32홈런, 30도루)를 달성했고, 9월 22일에는 당시 역대 5위의 최고 빠른 기록이 되는 857경기만에 개인 통산 1,000안타를 달성했다. 1999년 5월 19일에는 통산 1,500안타를 달성하여 역대 4위의 최고로 빠른 기록이 된 1,289경기만에 달성했다. 그러나 예전부터 거듭되는 부상 때문에 타격 슬럼프에 빠지는 등 매년과 같이 수비 위치가 변경이 되면서 2005년에는 1루수로 배정이 변경되었지만, 6월 23일에는 히로시마 시민 구장에서의 야쿠르트 스왈로스와의 경기에서 프로 야구 사상 33번째이자 대졸·사회인 출신의 선수로서는(당시 15번째) 통산 2000안타를 달성했다. 이후는 대타로서의 경기 출전이 많아지면서 2005년 시즌 종료 후 17년간의 선수 생활을 은퇴했다.
선수 생활을 은퇴한 후인 이듬해 2006년부터 2009년까지 히로시마 TV 방송, 닛폰 TV, 스포츠 닛폰의 야구 해설 위원으로 지내는 등 평론가로 활동했으며, 2007년에는 춘계 캠프에서 현역 시절 친정팀인 히로시마의 임시 코치를 맡았다. 2009년 시즌 말미에는 2010년부터 감독 지휘봉을 잡게 되는 히로시마 도요 카프의 감독으로 정식 취임, 2014년까지 맡았다.

## 상세 정보

### 출신 학교
- 오이타 현립 사이키카쿠조 고등학교
- 고마자와 대학

### 선수 경력
프로팀 경력
- 히로시마 도요 카프(1989년 ~ 2005년)

국가 대표 경력
- 1988년 서울 올림픽 일본 국가대표

### 지도자·기타 경력
- 히로시마 TV 방송·닛폰 TV·스포츠 닛폰 야구 해설위원(2006년 ~ 2009년)
- 히로시마 도요 카프 감독(2010년 ~ 2014년)

### 수상·타이틀 경력

#### 타이틀
- 최다 안타: 2회(1994년, 1995년) ※정식 타이틀로 제정되기 이전인 1991년에 기록(1994년에 정식 타이틀로 제정)
- 도루왕: 3회(1990년, 1991년, 1994년)

#### 수상
- 베스트 나인: 3회(1991년, 1995년, 1996년)
- 골든 글러브상: 1회(1995년)
- 일본 시리즈 우수 선수상: 1회(1991년)
- 월간 MVP: 2회(1993년 4월, 1995년 5월)
- 우수 JCB·MEP상: 2회(1994년, 1995년)
- JA 전농 Go·Go상: 1회(Go Spikes상: 2004년 4월)
- IBM 플레이어오브더이어상: 1회(1995년)
- 센트럴 리그 회장 특별 수상(2005년)
- 오이타 현 사이키 시민 영예상(1996년 3월 15일)

### 주요 기록

#### 첫 기록
- 첫 출장: 1989년 4월 9일, 대 한신 타이거스 2차전(히로시마 시민 구장), 7회말에 로드 알렌의 대주자로서 출장
- 첫 도루: 1989년 4월 12일, 대 요코하마 다이요 웨일스 2차전(요코하마 스타디움), 7회초에 2루 안착(투수: 가케하타 미쓰노리, 포수: 이치카와 가즈마사)
- 첫 선발 출장: 1989년 5월 4일, 대 야쿠르트 스왈로스 6차전(히로시마 시민 구장), 7번·유격수로서 선발 출장
- 첫 안타·첫 타점: 상동, 6회말에 나카모토 시게키로부터 중전 적시타
- 첫 홈런: 1990년 4월 15일, 대 요미우리 자이언츠 2차전(히로시마 시민 구장), 3회말에 미야모토 가즈토모로부터 우월 솔로 홈런

#### 기록 달성 경력
- 통산 1000안타: 1995년 9월 22일, 대 요코하마 베이스타스 23차전(요코하마 스타디움), 5회초에 데니 도모리로부터 2점 홈런 ※역대 181번째[1]
- 통산 100홈런: 1996년 5월 28일, 대 주니치 드래건스 7차전(나고야 구장), 8회초에 야마모토 마사로부터 우월 솔로 홈런 ※역대 187번째
- 통산 1000경기 출장: 1997년 4월 16일, 대 요미우리 자이언츠 2차전(히로시마 시민 구장), 1번·유격수로서 선발 출장 ※역대 340번째
- 통산 1500안타: 1999년 5월 19일, 대 한신 타이거스 8차전(요나고 시민 구장), 5회말에 이가와 게이로부터 좌전 안타 ※역대 77번째[2]
- 통산 1500경기 출장: 2001년 8월 26일, 대 한신 타이거스 24차전(한신 고시엔 구장), 6번·3루수로서 선발 출장 ※역대 133번째
- 통산 150홈런: 2001년 10월 6일, 대 주니치 드래건스 28차전(히로시마 시민 구장), 4회말에 오가사와라 다카시로부터 중월 솔로 홈런 ※역대 119번째
- 통산 300개의 2루타: 2005년 4월 1일, 대 요미우리 자이언츠 1차전(도쿄 돔), 9회초에 사토 히로시로부터 우중간에 2루타 ※역대 42번째
- 통산 2000안타: 2005년 6월 23일, 대 야쿠르트 스왈로스 8차전(히로시마 시민 구장), 4회말에 가와시마 료로부터 좌전 안타 ※역대 33번째
- 통산 250도루: 2005년 7월 1일, 대 요미우리 자이언츠 7차전(도쿄 돔), 8회초에 2루 안착(투수: 다카하시 히사노리, 포수: 아베 신노스케) ※역대 37번째

#### 기타
- 트리플 쓰리: 1회(1995년)
- 시즌 150안타 이상: 7회(1991년, 1992년, 1994년 ~ 1998년) ※역대 4위 타이.
- 5년 연속 시즌 150안타 이상(1994년 ~ 1998년) ※역대 5위 타이.
- 4년 연속 리그 최다 내야 안타(1991년 ~ 1994년)
- 통산 첫회 선두 타자 홈런: 21개(1회초 6개, 1회말 15개) ※역대 9위.
- 통산 첫회 선두 타자 초구 홈런: 7개(1회초 3개, 1회말 4개) ※역대 1위.
- 시즌 첫회 선두 타자 초구 홈런: 3개(1990년: 1회초 2개, 1회말 1개) ※역대 2위.
- 2경기 연속 첫회 선두 타자 홈런(1997년 8월 21일 ~ 8월 22일)
- 1경기 3개 희생 플라이(1996년 6월 30일) ※일본 타이 기록.
- 3경기 연속 3루타(1990년 4월 8일 ~ 4월 11일)
- 20경기 연속 안타(1994년 8월 3일 ~ 8월 25일)
- 10경기 연속 득점(1995년 5월 13일 ~ 5월 26일)
- 올스타전 출장: 8회(1990년, 1991년, 1993년 ~ 1998년)

### 등번호
- 7(1989년 ~ 2005년)
- 77(2010년 ~ 2014년)

### 연도별 타격 성적
| 연 도      | 소 속      | 경 기 | 타 석 | 타 수 | 득 점 | 안 타 | 2 루 타 | 3 루 타 | 홈 런 | 루 타 | 타 점 | 도 루 | 도 루 자 | 희 생 번 | 희 생 플 | 볼 넷 | 고 4 | 사 구 | 삼 진 | 병 살 타 | 타 율 | 출 루 율 | 장 타 율 | O P S |
| ---------- | ---------- | ----- | ----- | ----- | ----- | ----- | ------- | ------- | ----- | ----- | ----- | ----- | -------- | -------- | -------- | ----- | ---- | ----- | ----- | -------- | ----- | -------- | -------- | ----- |
| 1989년     | 히로시마   | 88    | 164   | 151   | 29    | 39    | 4       | 5       | 0     | 53    | 12    | 21    | 5        | 2        | 1        | 7     | 0    | 3     | 21    | 1        | .258  | .299     | .351     | .650  |
| 1990년     | 히로시마   | 125   | 576   | 519   | 84    | 149   | 28      | 8       | 16    | 241   | 44    | 33    | 23       | 2        | 1        | 45    | 3    | 9     | 83    | 1        | .287  | .352     | .464     | .817  |
| 1991년     | 히로시마   | 132   | 573   | 524   | 75    | 170   | 22      | 7       | 10    | 236   | 66    | 31    | 5        | 5        | 6        | 29    | 0    | 9     | 62    | 7        | .324  | .363     | .450     | .813  |
| 1992년     | 히로시마   | 130   | 611   | 545   | 89    | 157   | 22      | 5       | 14    | 231   | 63    | 21    | 6        | 2        | 3        | 56    | 5    | 5     | 73    | 5        | .288  | .357     | .424     | .781  |
| 1993년     | 히로시마   | 130   | 602   | 556   | 67    | 148   | 21      | 1       | 14    | 213   | 48    | 12    | 9        | 1        | 1        | 39    | 4    | 5     | 83    | 6        | .266  | .319     | .383     | .702  |
| 1994년     | 히로시마   | 130   | 614   | 558   | 77    | 169   | 20      | 4       | 10    | 227   | 61    | 37    | 14       | 4        | 3        | 45    | 5    | 4     | 75    | 7        | .303  | .355     | .407     | .762  |
| 1995년     | 히로시마   | 131   | 611   | 550   | 109   | 173   | 29      | 5       | 32    | 308   | 75    | 30    | 8        | 0        | 2        | 53    | 7    | 6     | 60    | 4        | .315  | .380     | .560     | .940  |
| 1996년     | 히로시마   | 124   | 562   | 514   | 77    | 150   | 30      | 3       | 12    | 222   | 68    | 8     | 7        | 0        | 5        | 38    | 1    | 5     | 63    | 5        | .292  | .343     | .432     | .775  |
| 1997년     | 히로시마   | 131   | 601   | 540   | 81    | 151   | 25      | 0       | 13    | 215   | 52    | 26    | 5        | 0        | 2        | 54    | 3    | 5     | 68    | 10       | .280  | .349     | .398     | .748  |
| 1998년     | 히로시마   | 135   | 607   | 561   | 75    | 158   | 26      | 4       | 14    | 234   | 49    | 15    | 9        | 0        | 2        | 41    | 6    | 3     | 63    | 8        | .282  | .333     | .417     | .750  |
| 1999년     | 히로시마   | 101   | 387   | 350   | 37    | 102   | 20      | 1       | 6     | 142   | 42    | 2     | 4        | 1        | 1        | 33    | 3    | 2     | 34    | 11       | .291  | .354     | .406     | .760  |
| 2000년     | 히로시마   | 61    | 228   | 208   | 15    | 50    | 4       | 1       | 2     | 62    | 17    | 1     | 1        | 0        | 2        | 13    | 1    | 5     | 22    | 6        | .240  | .298     | .298     | .596  |
| 2001년     | 히로시마   | 117   | 435   | 403   | 35    | 110   | 18      | 1       | 9     | 157   | 53    | 7     | 4        | 0        | 1        | 31    | 2    | 0     | 59    | 13       | .273  | .324     | .390     | .714  |
| 2002년     | 히로시마   | 85    | 187   | 175   | 14    | 37    | 4       | 0       | 3     | 50    | 11    | 1     | 1        | 2        | 1        | 9     | 0    | 0     | 33    | 5        | .211  | .246     | .286     | .532  |
| 2003년     | 히로시마   | 94    | 340   | 310   | 25    | 85    | 8       | 0       | 5     | 108   | 32    | 3     | 1        | 1        | 1        | 27    | 1    | 1     | 49    | 10       | .274  | .332     | .348     | .681  |
| 2004년     | 히로시마   | 107   | 392   | 359   | 27    | 97    | 18      | 2       | 5     | 134   | 43    | 1     | 2        | 3        | 3        | 24    | 5    | 3     | 48    | 8        | .270  | .316     | .373     | .690  |
| 2005년     | 히로시마   | 106   | 297   | 272   | 19    | 75    | 14      | 0       | 4     | 101   | 29    | 1     | 0        | 4        | 2        | 18    | 2    | 1     | 42    | 7        | .276  | .316     | .371     | .688  |
| 통산: 17년 | 통산: 17년 | 1927  | 7787  | 7095  | 935   | 2020  | 313     | 47      | 169   | 2934  | 765   | 250   | 104      | 27       | 37       | 562   | 48   | 66    | 938   | 114      | .285  | .340     | .414     | .754  |

- 굵은 글씨는 시즌 최고 성적.

### 감독으로서의 팀 성적

#### 정규 시즌
| 연도      | 소속      | 순위      | 경기 | 승리 | 패전 | 무승부 | 승률 | 승차                       | 팀 홈런                    | 팀 타율                    | 팀 평균자책점              | 연령                       |
| --------- | --------- | --------- | ---- | ---- | ---- | ------ | ---- | -------------------------- | -------------------------- | -------------------------- | -------------------------- | -------------------------- |
| 2010년    | 히로시마  | 5위       | 144  | 58   | 84   | 2      | .408 | 21.5                       | 104                        | 263                        | 4.80                       | 44세                       |
| 2011년    | 히로시마  | 5위       | 144  | 60   | 76   | 8      | .441 | 16.0                       | 52                         | .245                       | 3.22                       | 45세                       |
| 2012년    | 히로시마  | 4위       | 144  | 61   | 71   | 12     | .462 | 26.5                       | 76                         | .233                       | 2.72                       | 46세                       |
| 2013년    | 히로시마  | 3위       | 144  | 69   | 72   | 3      | .489 | 17.0                       | 110                        | .248                       | 3.46                       | 47세                       |
| 통산: 4년 | 통산: 4년 | 통산: 4년 | 574  | 247  | 302  | 25     | .450 | A클래스: 1회, B클래스: 3회 | A클래스: 1회, B클래스: 3회 | A클래스: 1회, B클래스: 3회 | A클래스: 1회, B클래스: 3회 | A클래스: 1회, B클래스: 3회 |

- 2011년은 2경기 출장 정지(6월 28일·29일 한신 타이거스 전, 1승 1패)로 통산 성적에 포함되지 않는다(대리 감독은 고 신지).

#### 포스트 시즌
| 연도   | 소속     | 경기명                                        | 상대팀                             | 성적                           |
| ------ | -------- | --------------------------------------------- | ---------------------------------- | ------------------------------ |
| 2013년 | 히로시마 | 센트럴 리그 클라이맥스 시리즈 퍼스트 스테이지 | 한신 타이거스(센트럴 리그 2위)     | 2승 0패 = 파이널 스테이지 진출 |
| 2013년 | 히로시마 | 센트럴 리그 클라이맥스 시리즈 파이널 스테이지 | 요미우리 자이언츠(센트럴 리그 1위) | 0승 3패 = 패전(※1)             |

※성적에서의 굵은 글씨는 승리한 것을 나타냄
※1 : 파이널 스테이지는 상대 팀의 어드밴티지 1승을 포함해 0승 4패로 패전.